# 千垣站
千垣站（日语：／ Chigaki eki */?）是隸屬於富山地方鐵道的鐵路車站，座落於富山縣中新川郡立山町，為立山線的車站，車站編號為T53。本車站只停靠普通列車，晨早由電鐵富山站開出的急行列車由此站起會各站停車，直至到達終點站立山站為止。
車站及附近路軌與富山縣道6號並行，車站位於大字千垣的東部邊沿，與大字內的民居相距較遠且數目不多，乘車人數不算太多。

## 歷史
- 1923年4月20日：富山縣營鐵道由岩峅寺站伸延至本站，開業[2][3]。
- 1937年10月1日：路線伸延至粟巢野站（現時已廢站），改為中途站[4]。
- 1942年6月1日： 本站～粟巢野路段轉讓予日本發送電。
- 1943年1月1日：富山縣內所有鐵道會社合併於富山電氣鐵道下，改由「富山地方鐵道」管理。
- 2019年3月16日：增設車站編號[5]。

## 利用人數
| 乘車人員推算 | 乘車人員推算    |
| 年度         | 1日平均上落人數 |
| ------------ | --------------- |
| 1998年       | 173             |
| 1999年       | 158             |
| 2000年       | 152             |
| 2001年       | 141             |
| 2002年       | 141             |
| 2003年       | 113             |
| 2004年       | 114             |
| 2005年       | 114             |
| 2006年       | 116             |
| 2007年       | 115             |
| 2008年       | 116             |
| 2009年       | 111             |
| 2010年       | 108             |
| 2011年       | 111             |
| 2012年       | 113             |
| 2013年       | 110             |
| 2014年       | 109             |
| 2015年       | 113             |
| 2016年       | 115             |
| 2017年       | 118             |
| 2018年       | 120             |

## 相鄰車站
富山地方鐵道
■立山線
特急「立山」、「阿爾卑斯」（只限15/4至30/11）
通過
快速急行（下行）
岩峅寺（T51）- 千垣（T53）- 有峰口（T54）
普通
橫江（T52）- 千垣（T53）- 有峰口（T54）

## 外部連結
- 富山地方鐵道千垣站公式網頁。（页面存档备份，存于）（日語）